# Équipe de France féminine de basket-ball en 2008
En cette année 2008, l'équipe de France joue les qualifications pour le Championnat d'Europe de basket-ball féminin 2009 en Lettonie.

## Une année en bleu
Après l'échec du championnat d'Europe 2007 où la France s'est classée à la huitième place, le sélectionneur Jacques Commères a donné sa démission. Pierre Vincent, entraîneur de CJMBB Bourges a été nommé sélectionneur.
En mars, Audrey Sauret, puis Sandra Le Dréan annoncent leur intention de mettre un terme à leur carrière en équipe de France. 
Puis, c'est Sandrine Gruda qui annonce qu'elle ne participera pas à la campagne de l'équipe de France, préférant privilégier une saison en WNBA.
Vincent doit donc s'appuyer sur un groupe rajeuni: en mai, il publie une première liste de 20 joueuses.
Après le premier stage de l'Alpe d'Huez, cinq joueuses quittent le groupe : Élodie Godin, Aurélie Bonnan, Anaël Lardy, Pauline Jannault et Gaëlle Skrela. Puis avant de se rendre en Turquie pour le dernier tournoi de préparation, Vincent se sépare de Clarisse Costaz, Fatimatou Sacko et Émilie Gomis. La dernière joueuse à quitter le groupe est Élodie Bertal.
La France termine sa préparation avec une seule défaite, sur le score de 60 à 58 face à la Turquie lors de son dernier match de préparation.
La France débute les qualifications par une victoire de quatre points en Croatie, puis dispose largement de la Slovaquie à Saint-Quentin.
La France confirme en allant remporter  une nouvelle victoire à l'extérieur, face à la Hongrie sur le score de 67 à 66. Suit ensuite deux victoires à domicile, face à la Roumanie puis la Croatie. 
Après une défaite face à la Slovaquie, la France bat la Hongrie après une prolongation ce qui assure sa qualification avant la dernière rencontre face à la Roumanie, qui voit de nouveau la France triompher.

## Les matches
| Date              | Lieu              | Adversaire  | Score      | Compétition       | Meilleures marqueuse (France)                      |
| ----------------- | ----------------- | ----------- | ---------- | ----------------- | -------------------------------------------------- |
| 10 juillet 2008   | Alpe d'Huez       | Turquie     | V 67 - 37  | A                 | Sandra Dijon (11 points)                           |
| 11 juillet 2008   | Alpe d'Huez       | Turquie     | V 82 - 62  | A                 | Élodie Bertal (23 points)                          |
| 19 juillet 2008   | Geispolsheim      | Allemagne   | V 69 - 45  | A                 | Émilie Gomis (11 points)                           |
| 20 juillet 2008   | Geispolsheim      | Allemagne   | V 70 - 51  | A                 | Isabelle Yacoubou (11 points)                      |
| 21 juillet 2008   | Geispolsheim      | Allemagne   | V. 63 - 44 | A                 | Émilie Gomis (15 points)                           |
| 25 juillet 2008   | Geispolsheim      | Canada      | V. 69 - 49 | A                 | Emmanuelle Hermouet, Isabelle Yacoubou (13 points) |
| 26 juillet 2008   | Geispolsheim      | Pologne     | V. 77 - 61 | A                 | Endéné Miyem (14 points)                           |
| 27 juillet 2008   | Geispolsheim      | Biélorussie | V. 63 - 61 | A                 | Isabelle Yacoubou (12 points)                      |
| 2 août 2008       | Adana             | Turquie     | V. 55 - 57 | A                 |                                                    |
| 4 août 2008       | Adana             | Belgique    | V. 65 - 35 | A                 |                                                    |
| 5 août 2008       | Adana             | Serbie      | V. 65 - 56 | A                 |                                                    |
| 6 août 2008       | Adana             | Turquie     | D. 60 - 58 | A                 |                                                    |
| 13 août 2008      | Crikvenica        | Croatie     | V. 55 - 59 | Qualifications CE | Endéné Miyem (15 points)                           |
| 16 août 2008      | Saint-Quentin     | Slovaquie   | V. 58 - 39 | Qualifications CE | Emmanuelle Hermouet (13 points)                    |
| 20 août 2008      | Pécs              | Hongrie     | V. 67 - 66 | Qualifications CE | Endéné Miyem (12 points)                           |
| 27 août 2008      | Valenciennes      | Roumanie    | V. 93 - 61 | Qualifications CE | Isabelle Yacoubou (15 points)                      |
| 30 août 2008      | Villeneuve-d'Ascq | Croatie     | V. 75 - 50 | Qualifications CE | Isabelle Yacoubou (13 points)                      |
| 3 septembre 2008  | Košice            | Slovaquie   | D. 63 - 55 | Qualifications CE | Céline Dumerc (18 points)                          |
| 6 septembre 2008  | Bourges           | Hongrie     | V. 68 - 64 | Qualifications CE | Emmeline NDongue, Céline Dumerc (12 points)        |
| 13 septembre 2008 | Timișoara         | Roumanie    | V. 72 - 71 | Qualifications CE | Emmeline NDongue (18 points)                       |

D : défaite, V : victoire, AP : après prolongation
A : match amical, Qualifications CE : Qualifications pour le Eurobasket 2009

## L'équipe
- Sélectionneur : Pierre Vincent
- Assistants :  François Brisson et Thierry Moullec

| Poste      | Joueuse               | Nombre matchs | Nombre points | Club(s) 2008                       |
| ---------- | --------------------- | ------------- | ------------- | ---------------------------------- |
| Arrière    | Clémence Beikes       |               |               | Tarbes                             |
| Ailière    | Jennifer Digbeu       |               |               | USO Mondeville                     |
| Intérieure | Sandra Dijon-Gerardin |               |               | Montpellier                        |
| Meneuse    | Céline Dumerc         |               |               | CJMBB Bourges                      |
| Meneuse    | Émilie Duvivier       |               |               | Challes-les-Eaux Basket            |
| Ailière    | Pauline Krawczyk      |               |               | Stade Clermontois                  |
| Ailière    | Emmanuelle Hermouet   |               |               | sans club                          |
| Arrière    | Florence Lepron       |               |               | CJMBB Bourges                      |
| Intérieure | Endéné Miyem          |               |               | CJMBB Bourges                      |
| Intérieure | Emmeline NDongue      |               |               | CJMBB Bourges                      |
| Ailière    | Yacine Sene           |               |               | Pays d'Aix Basket 13               |
| Intérieure | Isabelle Yacoubou     |               |               | Tarbes                             |
| Intérieure | Élodie Bertal         |               |               | Montpellier                        |
| Intérieure | Aurélie Bonnan        |               |               | Montpellier                        |
| Meneuse    | Clarisse Costaz       |               |               | Union Saint-Amand Porte du Hainaut |
| Intérieure | Élodie Godin          |               |               | Prague                             |
| Arrière    | Émilie Gomis          |               |               | USVO                               |
| Ailière    | Pauline Jannault      |               |               | USO Mondeville                     |
| Meneuse    | Anaël Lardy           |               |               | Stade Clermontois                  |
| Intérieure | Fatimatou Sacko       |               |               | Villeneuve-d'Ascq                  |
| Arrière    | Paoline Salagnac      |               |               | USO Mondeville                     |
| Arrière    | Gaëlle Skrela         |               |               | Montpellier                        |

## Sources et références
1. ↑  (fr) Annonce du retrait sur le site Fédération française de basket-ball
2. ↑  (fr) Le Dréan met un terme à sa carrière en bleu
3. ↑  (fr) [PDF] feuille de match
4. ↑  (fr) [PDF] la feuille du match
5. ↑  (fr) [PDF] la feuille du match
6. ↑  (fr) [PDF] la feuille du match
7. ↑  (fr) [PDF] la feuille de match
8. ↑  (fr) [PDF] la feuille de match
9. ↑  [PDF] la feuille de match
10. ↑  [PDF] la feuille de match
11. ↑  (en) la feuille de match, sur le site fibaeurope.com
12. ↑  (en) la feuille de match, sur le site fibaeurope.com
13. ↑  (en) la feuille de match, sur le site fibaeurope.com
14. ↑  (en) la feuille de match, sur le site fibaeurope.com
15. ↑  (en) la feuille de match, sur le site fibaeurope.com
16. ↑  (en) la feuille de match, sur le site fibaeurope.com
17. ↑  (en) la feuille de match, sur le site fibaeurope.com
18. ↑  (en) la feuille de match, sur le site fibaeurope.com
19. ↑  Pauline Jannault revient dans le groupe pour le dernier match contre la Roumanie, en remplacement de Pauline Krawczyk.